# Republiek Lucca

Vlag van de Republiek Lucca (1801-1805)

De republiek Lucca (Italiaans: Repubblica di Lucca of Repubblica Lucchese) was een machtige stadstaat in Toscane (Italië) van de 12e eeuw tot 1805.

## Vroege geschiedenis
In de vroege middeleeuwen was de stad Lucca de zetel van de markgraven van Toscane, maar in 1081 verklaarde keizer Hendrik IV Lucca tot vrije stad, een zogenaamde commune. In de 12e eeuw nam de Lucca ook het gebied rond de stad in bezit om zo de republiek Lucca te vormen.

## 14e eeuw
De stad bleef bijna zeven eeuwen lang onafhankelijk, met uitzondering van een rumoerige periode in de 14e eeuw. In 1313 werd de stad ingenomen door Pisa, maar een opstand geleid door Castruccio Castracani dreef de Pisanen weer uit de stad. Castracani werd door keizer Lodewijk IV benoemd tot hertog van Lucca, maar viel later weer uit de gratie en werd door de paus in de ban gedaan. De stad viel daarna in verschillende handen tot het in 1342 door Pisa veroverd werd. In 1360 werd Lucca bevrijd door keizer Karel IV. Hierna werd Lucca weer een vrije stad.
Lucca werd tot 1628 geregeerd als democratie, en daarna als oligarchie. De vlag van de republiek droeg het motto Libertas (vrijheid).

## Einde
In 1799, tijdens de Tweede Coalitieoorlog, werd de republiek veroverd door Franse troepen en omgevormd tot een Franse vazalstaat, met een democratisch stelsel naar Frans revolutionair model. In 1805 ging de Republiek Lucca op in het vorstendom Lucca en Piombino, een staat gecreëerd door de Franse keizer Napoleon en geregeerd door zijn zuster Elisa Bonaparte. In 1815 ging het grondgebied van de voormalige republiek op in het hertogdom Lucca, dat in 1847 werd afgestaan aan het groothertogdom Toscane en in 1861 deel werd van het koninkrijk Italië. Vandaag de dag is het een provincie van Italië.